# Eddy Verheijen
Eddy Verheijen (Vaals, 21 maart 1946) is een Nederlands oud-langebaanschaatser.

## Biografie
Verheijen maakte deel uit van de sterke lichting die midden jaren '60 debuteerde, waarvan ook Ard Schenk, Kees Verkerk, Jan Bols en Peter Nottet deel uitmaakten. Ondanks die zware concurrentie haalde Verheijen een aantal keren een internationaal erepodium; in 1972 werd hij op het WK in Oslo derde op de 1500 en 5000 meter. In het eindklassement eindigde hij toen op de vijfde plaats. Ook was hij tweemaal derde op een Nederlands kampioenschap allround. In 1972 deed Verheijen mee aan de Olympische Winterspelen. Hij werd 19e op de 1500 meter en 25e op 500 meter (hij was op de 500 meter de beste Nederlander). Verder haalde hij geen Olympische nominaties meer.
Na 1972 was Verheijen een van de schaatsenrijders die met Schenk en Verkerk prof werd. In profverband nam hij deel aan het EK van 1973 in Skien (7e) en aan het WK 1973 in Gotenburg (8e).
Na zijn actieve carrière werd Verheijen gymnastiekleraar en schaatstrainer. Hij was onder andere bondscoach van Jong Oranje en coach van het gewest Noord-Holland/Utrecht. Hij was ook coach was wielrenster Mieke Havik. Tijdens de Olympische Winterspelen 2006 in Turijn was hij de Nederlandse chef de mission. In 2014 werd Verheijen onderscheiden als Ridder in de Orde van Oranje-Nassau.
Hij is getrouwd met oud-schaatster Rieneke Demming en de vader van de langebaanschaatser Carl Verheijen en marathonschaatser Frank Verheijen.

## Persoonlijke records
| Afstand      | Tijd    | Datum           | Baan   |
| ------------ | ------- | --------------- | ------ |
| 500 meter    | 40,2    | 2 maart 1972    | Inzell |
| 1000 meter   | 1.22,8  | 19 januari 1971 | Davos  |
| 1500 meter   | 2.01,4  | 7 februari 1971 | Davos  |
| 3000 meter   | 4.10,7  | 2 maart 1972    | Inzell |
| 5000 meter   | 7.20,6  | 4 maart 1972    | Inzell |
| 10.000 meter | 15.15,3 | 5 maart 1972    | Inzell |

## Resultaten
| jaar | NK Allround | EK Allround | WK Allround | Olympische Spelen                  |
| ---- | ----------- | ----------- | ----------- | ---------------------------------- |
| 1966 | 5e          | NC26e       |             |                                    |
| 1967 | 13e         |             |             |                                    |
| 1968 | 8e          |             |             |                                    |
| 1969 | 6e          | 12e         | 15e         |                                    |
| 1970 | 5e          |             | 9e          |                                    |
| 1971 | Brons       | 6e          | 7e          |                                    |
| 1972 | Brons       | 8e          | 5e          | 19e (1500 meter) & 25e (500 meter) |

- NC: Niet gekwalificeerd voor de laatste afstand